# 山下宏幸
山下 宏幸（やました ひろゆき）は、日本の男性アニメーター。
AIC出身、その後スタジオぴえろに移籍。

## 参加作品

### テレビアニメ
- モンキーターンV（2004年） 動画
- バジリスク 〜甲賀忍法帖〜（2005年） 動画
- ああっ女神さまっ（2005年） 動画検査・動画
- SoltyRei（2005年） 原画・動画検査・動画
- ああっ女神さまっ それぞれの翼（2006年） 原画・動画検査・動画
- パンプキン・シザーズ（2006年） 原画・動画検査
- NARUTO -ナルト- 疾風伝（2007年-2017年） 絵コンテ・演出・作画監督・原画・第2原画
- テガミバチ REVERSE（2010年-2011年） 原画
- NARUTO -ナルト- SD ロック・リーの青春フルパワー忍伝（2012年-2013年） 原画
- おそ松さん（2015年-2016年） 原画
- BORUTO-ボルト- -NARUTO NEXT GENERATIONS- （2017年-） 監督(第1話-第66話)・絵コンテ・演出 ※総監督：阿部記之

### 劇場アニメ
- 劇場版 NARUTO -ナルト- 疾風伝 ザ・ロストタワー（2010年） 傀儡デザイン・原画
- カラフル（2010年） 原画
- 鬼神伝（2011年） 原画
- 劇場版 NARUTO -ナルト- ブラッド・プリズン（2011年） キャラクターデザイン・原画
- ROAD TO NINJA -NARUTO THE MOVIE-（2012年） キャラクターデザイン・作画監督・原画
- THE LAST -NARUTO THE MOVIE-（2014年） 絵コンテ・作画監督・原画
- BORUTO -NARUTO THE MOVIE-（2015年） 監督・絵コンテ・演出

### OVA
- 天地無用! 魎皇鬼 第三期（2003年-2005年） 動画
- パンチラティーチャー（2004年-2005年） 動画